# Сичкаревка
Сичкаревка (укр. Січкарівка) — село, Почино-Софиевский сельский совет, Магдалиновский район, Днепропетровская область, Украина.
Код КОАТУУ — 1222386103. Население по переписи 2001 года составляло 265 человек.

## Географическое положение
Село Сичкаревка находится на левом берегу реки Кильчень, ниже по течению на расстоянии в 3,5 км расположено село Почино-Софиевка. По селу протекает пересыхающий ручей с запрудой.